# James Remar
Pour les articles homonymes, voir Remar.
James Remar, né le 31 décembre 1953 à Boston, (Massachusetts, États-Unis), est un acteur américain.

## Biographie
Il est le fils de S. Roy Remar, avocat et d'Elizabeth Mary, officier de santé. Ses grands-parents paternels étaient des immigrés Juifs Ashkénazes de Russie (le nom de famille était à l'origine « Remarman »). Sa mère était anglaise, originaire de West Kirby. Il grandit à Newton, dans le Massachusetts, fréquente la John Ward Elementary School, puis la Newton North High School.
En 1969, à l’âge de 15 ans, il quitte l’école pour entamer une tournée avec un groupe de rock. Il retourne cependant à la Newton North High School pour obtenir son diplôme de fin d’étude.
Il s'installe ensuite à New York, où il apprend la comédie à la Neighborhood Playhouse de Sanford Meisner et dans l'atelier de Stella Adler. Il débute en 1978 dans On the Yard de Raphael Silver et décroche en 1979 le rôle d'Ajax dans Les Guerriers de la nuit de Walter Hill qui lui vaut son premier grand succès.

### Carrière
Acteur régulier au cinéma comme à la télévision, il a entamé une carrière très prometteuse au début des années 1980 en interprétant des personnages peu recommandables : le voyou crâneur et obsédé Ajax du film culte Les Guerriers de la nuit de Walter Hill, le tueur en cavale Albert Ganz dans 48 heures (également de Walter Hill) et le gangster paranoïaque Dutch Schultz dans Cotton Club de Francis Ford Coppola. Il a fait également à cette époque une prestation courte mais remarquée d'un homosexuel douteux dans le film La Chasse de William Friedkin.
Ce début de carrière prometteur lui permet d'être choisi par James Cameron et de figurer dans le blockbuster Aliens, le retour où il incarne le caporal Dwayne Hicks. Mais peu après le début du tournage, Cameron décide de mettre fin au contrat du comédien à cause de sa consommation de drogues durant le tournage. Il est alors remplacé par l'autre acteur pressenti pour le rôle, Michael Biehn, habitué des films de Cameron. Toutefois, il reste quelques images de l'acteur dans le film : comme lorsque Hicks, vu de dos, s'approche de la femme capturée par les Aliens.

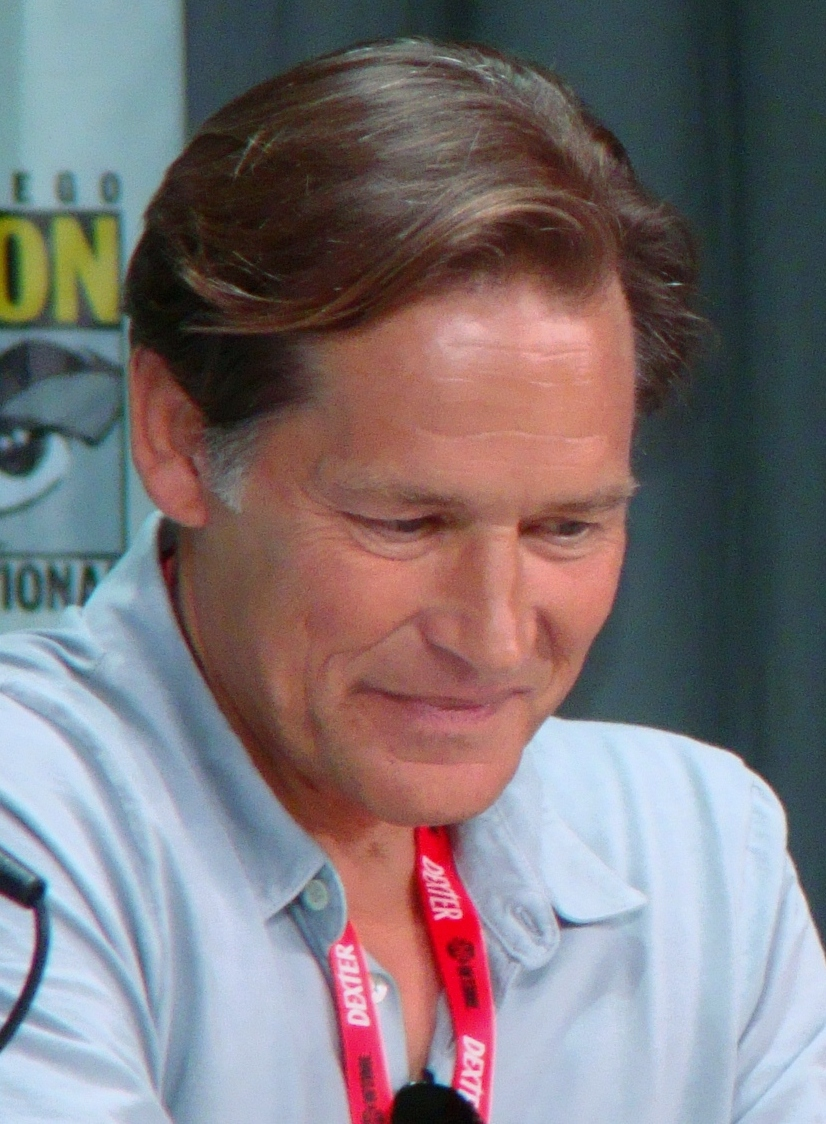
James Remar au Comic-Con de San Diego en 2011.

Par la suite, sa carrière s'est orientée vers de nombreuses séries B et direct-to-video : Juge Dredd, Mortal Kombat : Destruction finale, Girl Next Door, 2 Fast 2 Furious, Blade: Trinity… entrecoupées de temps à autre par quelques rares films de meilleure facture : Drugstore Cowboy de Gus Van Sant, Croc-Blanc, Blink ou encore Apparences de Robert Zemeckis.
Il figure aussi au casting du western de Quentin Tarantino, Django Unchained, où il a le luxe d'incarner deux rôles : Ace Speck, un des deux frères esclavagistes de la scène d'introduction du film et M. Butch, le garde du corps moustachu et taciturne du personnage joué par Leonardo DiCaprio.

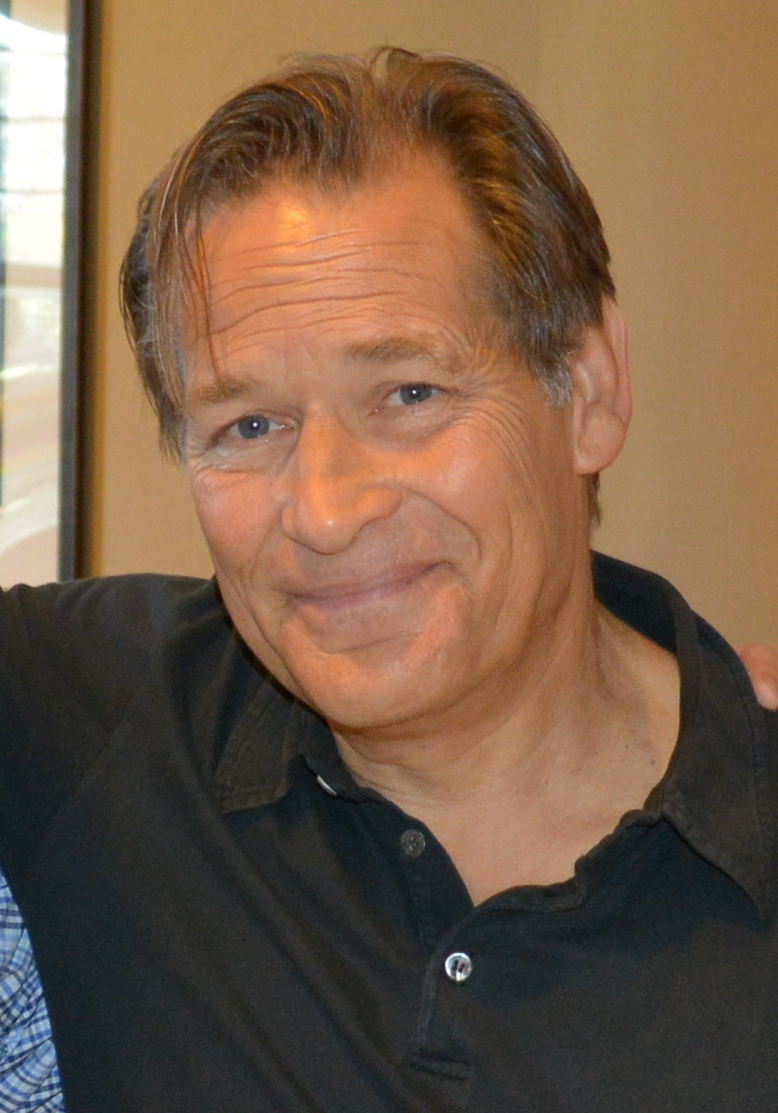
L'acteur en 2014.

En parallèle, sa carrière télévisuelle lui est plus favorable en lui offrant quelques rôles remarquables dans plusieurs séries, notamment Sex and the City, North Shore : Hôtel du Pacifique, Private Practice… Mais c'est surtout sa prestation du père-fantôme, Harry Morgan dans la série télévisée Dexter, qui accompagne continuellement le personnage principal Dexter Morgan qui marque sa carrière dans les années 2000.
Depuis, il s'est aussi exercé au doublage (Ratatouille, Transformers 3 : La Face cachée de la lune, la série animée Ben 10: Ultimate Alien) et a été vu, parfois brièvement, dans quelques films à succès récents (Red, X-Men : Le Commencement).

## Filmographie

### Cinéma

#### Films
- 1978 : On the Yard : Larson
- 1979 : Blond Poison
- 1979 : Les Guerriers de la nuit (The Warriors) de Walter Hill : Ajax
- 1980 : Windwalker : Windwalker jeune
- 1980 : La Chasse (Cruising) de William Friedkin : Gregory
- 1980 : Le Gang des frères James (The Long Riders) de Walter Hill : Sam Starr
- 1982 : Partners : Edward K. Petersen
- 1982 : 48 Heures (48 Hrs.) de Walter Hill : Albert Ganz
- 1984 : Cotton Club (The Cotton Club) de Francis Ford Coppola : Dutch Schultz
- 1986 : Quiet Cool : Joe Dylanne
- 1986 : Le Clan de la caverne des ours (The Clan of the Cave Bear): Creb
- 1986 : Le Mal par le mal (Band of the Hand) : Nestor
- 1987 : Assistance à femme en danger (Rent-a-Cop) : Dancer
- 1989 : Une journée de fous (The Dream Team) : Gianelli
- 1989 : Zwei Frauen : Charly
- 1989 : Drugstore Cowboyde  Gus Van Sant : Gentry
- 1990 : Darkside, les contes de la nuit noire (Tales from the Darkside: The Movie) : Preston (segment Lover's Vow)
- 1991 : Croc-Blanc (White Fang) : Beauty-Smith
- 1991 : Wedlock de Lewis Teague : Sam
- 1992 : The Tigress (Die Tigerin) de Karin Howard : Andrei
- 1993 : Fatal Instinct de Carl Reiner : Max Shady
- 1994 : Confessions of a Hitman : Bruno Serrano
- 1994 : Blink : Thomas Ridgely
- 1994 : Opération Shakespeare (Renaissance Man) de Penny Marshall : capitaine Tom Murdoch
- 1994 : Miracle sur la 34e rue (Miracle on 34th Street) : Jack Duff
- 1995 : Terror Clinic : Dr Benjamin Hendricks
- 1995 : Avec ou sans hommes (Boys on the Side) : Alex
- 1995 : Across the Moon : Rattlesnake Jim
- 1995 : Judge Dredd de Danny Cannon : Block warlord
- 1995 : Wild Bill de Walter Hill : Donnie Lonigan
- 1996 : Robo Warriors : Ray Gibson
- 1996 : Vengeance du destin (One Good Turn) : Simon Jury
- 1996 : Le Grand Tournoi (The Quest) : Maxie Devine
- 1996 : Le Fantôme du Bengale (The Phantom) : Quill
- 1997 : Mortal Kombat : Destruction finale (Mortal Kombat: Annihilation) : Raiden
- 1998 : Psycho de Gus Van Sant : agent de police en patrouille
- 1999 : Born Bad : Sheriff Larabee
- 1999 : Rites of Passage : Frank Dabbo
- 2000 : Double Frame
- 2000 : Blowback : John Matthew Whitman / Schmidt
- 2000 : Apparences (What Lies Beneath) de Robert Zemeckis : Warren Feur
- 2000 : Hellraiser 5 (Hellraiser: Inferno) (vidéo) : Dr Paul Gregory
- 2001 : L'Ange gardien (Guardian) : inspecteur Carpenter
- 2001 : Dying on the Edge : Jackie James
- 2003 : Down with the Joneses : Vic
- 2003 : Inside Job (Fear X)  de Nicolas Winding Refn : Peter
- 2003 : Trahisons (Betrayal) : Alex Tyler
- 2003 : 2 Fast 2 Furious de John Singleton : Agent Markham
- 2003 : 1 duplex pour 3 (Duplex) : Chick
- 2004 : The Girl Next Door : Hugo Posh
- 2004 : Blade: Trinity : L'agent du FBI Ray Cumberland
- 2007 : Sharpshooter : Dillon
- 2009 : Unborn (The Unborn) : Gordon Beldon
- 2010 : Red : Gabriel Singer
- 2011 : X-Men : Le Commencement (X-Men: First Class) de Matthew Vaughn : général U.S.
- 2011 : All Superheroes Must Die (en) (Vs) de Jason Trost (en) : Rickshaw
- 2011 : Braqueurs (Setup) : William Long
- 2011 : Arena : Agent McCarthy
- 2011 : Transformers 3 : La Face cachée de la Lune : Sideswipe (voix originale)
- 2012 : Django Unchained de Quentin Tarantino : Ace Speck / Butch Pooch
- 2013 : Horns d'Alexandre Aja : Derrick Perrish
- 2015 : February de Oz Perkins :
- 2017 : Feed de Tommy Bertelsen : Tom
- 2018 : Speed Kills de Jodi Scurfield : Meyer Lansky
- 2019 : Once Upon a Time in Hollywood de Quentin Tarantino : Ugly Owl Hoot dans la série Bounty Law
- 2020 : Dead Reckoning (en) d'Andrzej Bartkowiak : Agent Cantrell
- 2023 : Oppenheimer de Christopher Nolan : Henry Lewis Stimson
- 2024 : Megalopolis de Francis Ford Coppola : Charles Cothope

#### Film d'animation
- 2007 : Ratatouille : Larousse

### Télévision

#### Téléfilms
- 1984 : The Mystic Warrior (en) : Pesla
- 1989 : Desperado: The Outlaw Wars : John Sikes
- 1990 : Kojak: None So Blind : Wolfgang Reiger
- 1990 : Fatal Charm : Louis
- 1990 : Night Visions : Sergent Thomas Mackey
- 1991 : Session Man : McQueen
- 1991 : Brotherhood of the Gun : Frank Weir
- 1992 : Indecency : Mick Clarkson
- 1992 : Strangers : Bernard
- 1996 : Cutty Whitman : Cutty Whitman
- 1998 : Inferno : Dr Coleman West
- 1999 : D.R.E.A.M. Team : Shawn Murphy
- 2000 : Guilty as Charged : lieutenant-colonel Strauss
- 2004 : The Survivors Club : Roan Griffin
- 2004 : Ike. Opération Overlord (Ike: Countdown to D-Day) : général Omar Bradley
- 2004 : Meltdown : Colonel Boggs
- 2009 : De l'espoir pour Noël (The Christmas Hope) : Mark Addison
- 2010 : Gun : Inspecteur Rogers
- 2017 : The Saint de Simon West : Arnie Valecross
- 2017 : L'amour ne s'achète pas (Can't Buy My Love) : Rex Alexander

#### Séries télévisées
- 1985 : Deux Flics à Miami : Robbie Cann (Saison 2. Épisode 5)
- 1987 : Le voyageur (the hitchhikker) : Ron
- 1991 : Les contes de la crypte : Red Buckley (Saison 3, Episode 6, La Perle Noire)
- 1997 : Total Security : Frank Cisco
- 2001 : Sex and the City : Richard Wright
- 2001 : 7 à la maison : James Carver (Saison 5. Épisodes 21,22)
- 2001 : X-Files : Aux frontières du réel, épisode Dæmonicus) : Josef Kobold
- 2002 : La Treizième Dimension (The Twilight Zone) (épisode Cradle of Darkness) : Alois Hitler
- 2003 : FBI : Portés disparus (saison 2, épisode 3) : Lucas Vohland
- 2004 : État d'alerte (The Grid) : Hudson « Hud » Benoit
- 2004 : North Shore : Hôtel du Pacifique (North Shore) : Vincent Colville
- 2005 : Battlestar Galactica : Meier
- 2005 : Les Experts : Miami : Capitaine Quentin Taylor (Saison 4 Ep 22 - Mort en eaux troubles (Open Water))
- 2006-2013 : Dexter : Harry Morgan
- 2006 : Jericho : Jonah Prowse
- 2009 : Esprits criminels (Criminal Minds) : Tom Benton
- 2010 : Vampire Diaries (The Vampire Diaries) : Giuseppe Salvatore
- 2010 : Flashforward : James Erskine
- 2010 : Private Practice : Dr Gibson
- 2011 : Hawaii 5-O : Elliott Connor
- 2014 : Grey's Anatomy : James Evans
- 2014 : State of Affairs : Syd Vaslo
- 2014 : Une nuit en enfer (From Dusk till Dawn: The Series) - saison 1, épisode 9 : le père des frères Gecko
- 2016 : Les Chroniques de Shannara : Cephalo, leader des Rovers (7 épisodes)
- 2017 : NCIS : Los Angeles : Amiral Sterling Bridges
- 2017 : Gotham - saison 3 : Frank Gordon
- 2018 : Black Lightning : Peter Gambi
- 2018 : Magnum : Capitaine Buck Greene
- 2019 : City on a Hill : Richy Ryan
- 2021 : The Rookie : Le Flic de Los Angeles (The Rookie) : Tom Bradford, père de Tim (saison 4, épisode 9)
- 2025 : Dexter: Resurrection : Harry Morgan
- 2025 : Ça : Bienvenue à Derry (It: Welcome to Derry)

#### Séries d'animation
- 2006-2008 : Batman : Black Mask
- 2009-2010 : Batman : L'Alliance des héros : Double-Face
- 2013-2014 : Prenez garde à Batman ! : Silver Monkey / Mr Reese
- 2013-2014 : La Légende de Korra : Tonraq

### Jeux vidéo
- 2014 : Destiny : L'Intendant Hideo
- 2017 : Destiny 2 : L'Intendant Hideo

## Voix francophones
En France, Patrice Baudrier est la voix française régulière de James Remar. Jean Barney l'a également doublé à six reprises. 
Au Québec, plusieurs comédiens doublent l'acteur tels que Hubert Gagnon, Pierre Chagnon et Guy Nadon. Jean-Luc Montminy l'a aussi doublé dans les débuts de l'acteur.